# Theodore Racing

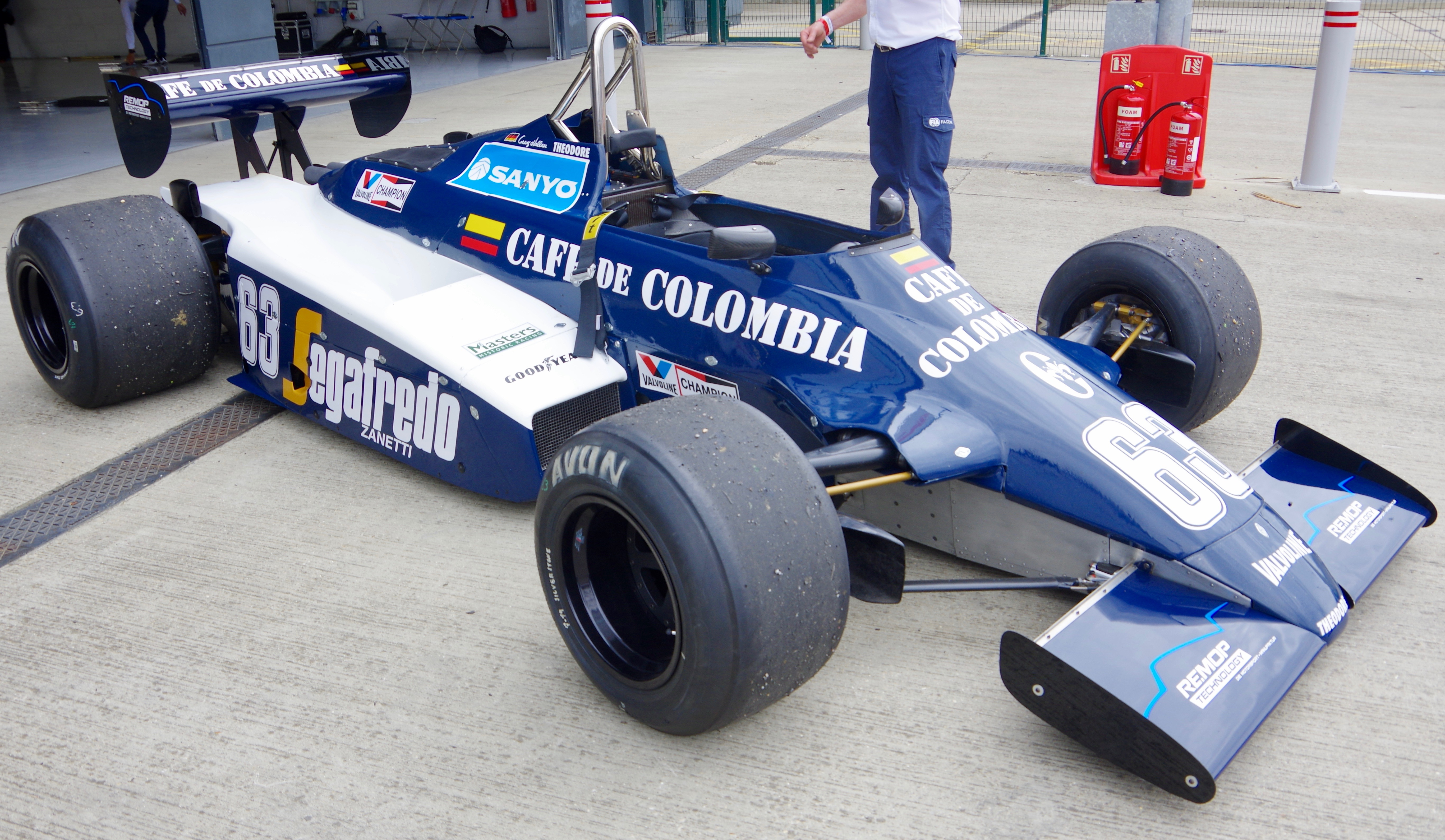
El Theodore N183 de Roberto José Guerrero.

Theodore Racing (徳利賽車香港香港) fue una escudería de Fórmula 1 de Hong Kong fundado por el magnate, inmobiliario y millonario Teddy Yip. Participaron en 51 Grandes Premios, ingresando un total de 64 monoplazas.
En la actualidad, Theodore Racing es un equipo internacional de carreras de motor propiedad de Teddy Yip Jr.[cita requerida] que compite en el Gran Premio de Macao con un Equipo Junior que compite en la Serie japonesa Super FJ.

## Historia

### Primera etapa
A principios de la década de 1970, el corredor aficionado Teddy Yip conoció a Sid Taylor y aceptó patrocinar a Vern Schuppan en la Fórmula 5000. Esto llevó a Yip a respaldar a Schuppan en Fórmula 1 con Ensign en 1974. Siguió involucrándose más en Estados Unidos con Schuppan y luego con el apoyo de Alan Jones. la serie US F5000 en 1976. En Australia, Schuppan ganó la Rothmans International Series para Yip conduciendo un Lola T332 en 1976. Ese año Yip estableció Theodore Racing. Fue dirigido por Taylor y entró en alférez para Patrick Tambay en Fórmula 1. Después de un año difícil en 1977, Yip le encargó a Ron Tauranac que le construyera un monoplaza. El coche, llamado Theodore TR1,  fue difícil y Eddie Cheever no pudo clasificarse tanto en Brasil como en Argentina, pero luego Keke Rosberg se hizo cargo y ganó el Trofeo Internacional en Silverstone en mojado, aunque solo se clasificó para el GP de Sudáfrica. El coche fue abandonado a mitad de temporada.

## Resultados

### Fórmula 1
(Clave) (negrita indica pole position) (cursiva indica vuelta rápida)

| Año                              | Chasis            | Motor                    | Neu. | N.º | Pilotos          | 1   | 2   | 3   | 4    | 5    | 6   | 7    | 8   | 9   | 10  | 11  | 12  | 13  | 14   | 15  | 16  | 17  | Pos. | Puntos |
| -------------------------------- | ----------------- | ------------------------ | ---- | --- | ---------------- | --- | --- | --- | ---- | ---- | --- | ---- | --- | --- | --- | --- | --- | --- | ---- | --- | --- | --- | ---- | ------ |
| 1977                             | Ensign N177       | Ford Cosworth DFV 3.0 V8 | G    |     |                  | ARG | BRA | RSA | USW  | ESP  | MON | BEL  | SUE | FRA | GBR | GER | AUT | NED | ITA  | USA | CAN | JPN | –*   | –*     |
| 1977                             | Ensign N177       | Ford Cosworth DFV 3.0 V8 | G    | 23  | Patrick Tambay   |     |     |     |      |      |     |      |     |     | Ret | 6   | Ret | 5   | Ret  | DNQ | 5   | Ret | –*   | –*     |
| 1978                             | TR1               | Ford Cosworth DFV 3.0 V8 | G    |     |                  | ARG | BRA | RSA | USW  | MON  | BEL | ESP  | SUE | FRA | GBR | GER | AUT | NED | ITA  | USA | CAN |     | NC   | 0      |
| 1978                             | TR1               | Ford Cosworth DFV 3.0 V8 | G    | 32  | Eddie Cheever    | DNQ | DNQ |     |      |      |     |      |     |     |     |     |     |     |      |     |     |     | NC   | 0      |
| 1978                             | TR1               | Ford Cosworth DFV 3.0 V8 | G    | 32  | Keke Rosberg     |     |     | Ret | DNPQ | DNPQ | DNQ | DNPQ |     |     |     |     |     |     |      |     |     |     | NC   | 0      |
| 1978                             | Wolf WR3 Wolf WR4 | Ford Cosworth DFV 3.0 V8 | G    | 32  | Keke Rosberg     |     |     |     |      |      |     |      |     |     |     | 10  | NC  | Ret | DNPQ |     |     |     | –*   | –*     |
| 1979-1980: Theodore no compitió. |                   |                          |      |     |                  |     |     |     |      |      |     |      |     |     |     |     |     |     |      |     |     |     |      |        |
| 1981                             | TY01              | Ford Cosworth DFV 3.0 V8 | M A  |     |                  | USW | BRA | ARG | SMR  | BEL  | MON | ESP  | FRA | GBR | GER | AUT | NED | ITA | CAN  | LVG |     |     | 12.º | 1      |
| 1981                             | TY01              | Ford Cosworth DFV 3.0 V8 | M A  | 33  | Patrick Tambay   | 6   | 10  | Ret | 11   | DNQ  | 7   | 13   |     |     |     |     |     |     |      |     |     |     | 12.º | 1      |
| 1981                             | TY01              | Ford Cosworth DFV 3.0 V8 | M A  | 33  | Marc Surer       |     |     |     |      |      |     |      | 12  | 11  | 14  | Ret | 8   | DNQ | 9    | Ret |     |     | 12.º | 1      |
| 1982                             | TY01 TY02         | Ford Cosworth DFV 3.0 V8 | A G  |     |                  | RSA | BRA | USW | SMR  | BEL  | MON | USE  | CAN | NED | GBR | FRA | GER | AUT | SUI  | ITA | LVG |     | NC   | 0      |
| 1982                             | TY01 TY02         | Ford Cosworth DFV 3.0 V8 | A G  | 33  | Derek Daly       | 14  | Ret | Ret |      |      |     |      |     |     |     |     |     |     |      |     |     |     | NC   | 0      |
| 1982                             | TY01 TY02         | Ford Cosworth DFV 3.0 V8 | A G  | 33  | Jan Lammers      |     |     |     |      | DNQ  | DNQ | DNQ  |     | Ret | DNQ | DNQ |     |     |      |     |     |     | NC   | 0      |
| 1982                             | TY01 TY02         | Ford Cosworth DFV 3.0 V8 | A G  | 33  | Geoff Lees       |     |     |     |      |      |     |      | Ret |     |     |     |     |     |      |     |     |     | NC   | 0      |
| 1982                             | TY01 TY02         | Ford Cosworth DFV 3.0 V8 | A G  | 33  | Tommy Byrne      |     |     |     |      |      |     |      |     |     |     |     | DNQ | Ret | DNQ  | DNQ | Ret |     | NC   | 0      |
| 1983                             | N183              | Ford Cosworth DFV 3.0 V8 | G    |     |                  | BRA | USW | FRA | SMR  | MON  | BEL | USE  | CAN | GBR | GER | AUT | NED | ITA | EUR  | RSA |     |     | 13.º | 1      |
| 1983                             | N183              | Ford Cosworth DFV 3.0 V8 | G    | 33  | Roberto Guerrero | NC  | Ret | Ret | Ret  | DNPQ | Ret | NC   | Ret | 16  | Ret | Ret | 12  | 13  | 12   |     |     |     | 13.º | 1      |
| 1983                             | N183              | Ford Cosworth DFV 3.0 V8 | G    | 34  | Johnny Cecotto   | 14  | 6   | 11  | Ret  | DNPQ | 10  | Ret  | Ret | DNQ | 11  | DNQ | DNQ | 12  |      |     |     |     | 13.º | 1      |
| Fuente:                          |                   |                          |      |     |                  |     |     |     |      |      |     |      |     |     |     |     |     |     |      |     |     |     |      |        |